# Jobs (filme)
Jobs (mesmo título em Portugal e no Brasil) é um filme biográfico, baseado na carreira do inventor, empresário e magnata americano Steve Jobs, de 1974 a 2001. O filme é dirigido por tret Joshua Michael Stern, o mesmo de Neverwas, lançado em 2005. Mostra a vida de Steve Jobs de sua fase hippie até a fundação da Apple, quando passou a ser considerado um dos mais criativos empresários da época.

## Enredo
A história remonta ao ano de 1974 no Reed College, onde o custo das mensalidades levou Jobs a abandonar os estudos. Contudo, o reitor Jack Dudman permitiu que ele frequentasse as aulas, indiferente se Jobs estava ou não pagando. Naquela época, Jobs se interessou por aulas de caligrafia, um fato que se tornaria relevante no decorrer da história. Jobs então encontrou seu amigo Daniel Kottke, que se entusiasmou ao reencontrá-lo no local, portando um exemplar de Be Here Now. Nesse meio tempo, conheceu uma moça em sua faculdade e, após terem relações íntimas, ela lhe ofereceu LSD. Ele aceitou e disse que compartilharia com seu amigo Kottke e sua namorada Chrisann Brennan, admitindo infidelidade e revelando um dos aspectos marcantes da personalidade de Jobs. Posteriormente, influenciados pelo livro Be Here Now e por suas experiências com LSD, Jobs e Kottke decidiram fazer uma viagem para a Índia, passando algum tempo por lá.
Após dois anos, Jobs retorna para Los Altos, Califórnia, onde vive com seus pais adotivos, Paul e Clara. Nesse período, ele trabalha para a Atari como desenvolvedor de videogames. Após um desentendimento com alguns colegas de trabalho, Jobs pede ao seu chefe, Allan Alcorn, um projeto para provar sua capacidade de desenvolvimento e solução de problemas, com a promessa de receber cinco mil dólares caso conseguisse redesenvolver um videogame chamado Breakout. Diante de algumas dificuldades, ele procura seu amigo Steve Wozniak, conhecido no filme apenas como Woz, e o convence a ajudá-lo. Wozniak pergunta qual seria o valor que eles receberiam, e Jobs, mentindo, diz que seria setecentos dólares, ao invés dos cinco mil dólares prometidos. Esse momento revela mais um aspecto marcante da personalidade de Jobs. O trabalho deles é muito bem-sucedido, mesmo assim, Jobs paga apenas trezentos e cinquenta dólares a Wozniak, metade dos setecentos dólares prometidos, sendo que o valor real que ele deveria ter dado era de dois mil e quinhentos dólares pelo desenvolvimento do jogo entre Wozniak e ele mesmo.
Posteriormente, Wozniak apresenta a Jobs o protótipo de um "computador pessoal doméstico". Jobs fica maravilhado com a criação de Wozniak e manifesta interesse em apresentá-lo no Homebrew e comercializá-lo. No caminho, percebem a necessidade de criar um nome para a empresa. Após algumas ideias, Jobs sugere "Apple Computer", com a maçã representando o fruto do conhecimento do Jardim do Éden. O nome "Apple" vem antes de "Atari" na lista telefônica. O nome era para ser temporário, mas acabou ficando. Após uma tentativa fracassada de venda do computador que viria a ser conhecido como "Apple I", que Wozniak apresentou para sua empresa empregadora, a HP, ele demonstra relutantemente o Apple I no Homebrew Computer Club para um público que fica entediado com sua dificuldade de comunicação. Essa atividade, no futuro, ficaria nas mãos de Jobs, que era muito mais articulado para a função, revelando mais um ponto forte de sua personalidade. Após a apresentação fracassada, Jobs é abordado por Paul Terrell, dono da loja The Byte Shop, que se interessa pelo Apple I e faz o pedido de cinquenta computadores num prazo de apenas 30 dias. Jobs então convence seu pai a permitir que eles abram sua empresa na garagem de casa. Começam então a montagem da grande encomenda, com um prazo extremamente apertado. Jobs, sendo uma pessoa perfeccionista, cuida meticulosamente para que as placas fiquem perfeitas e retas. Precisando de mais pessoas para a equipe, ele recruta seu amigo Daniel Kottke, o colega engenheiro Bill Fernandez e o vizinho Chris Espinosa para a equipe de trabalho.
Após a conclusão do trabalho, Jobs e sua equipe foram realizar as entregas dos computadores. No entanto, Terrell se decepcionou com o Apple I, pois esperava receber um computador completo, incluindo placa, gabinete, teclado e monitor, mas a entrega foi apenas a placa. Jobs o convence a ficar com os computadores, garantindo que todos seriam vendidos. Então, após o conflito, Jobs decide que o Apple II seria um All in One (Tudo em Um), inspirando-se na decepção de Terrell. Enquanto trabalhavam em seu segundo projeto, Jobs percebe a necessidade de uma fonte interna que não gerasse calor e não precisasse de uma ventoinha para refrigeração. Assim, ele contrata Rod Holt para reconstruir a fonte de alimentação do seu próximo computador, o Apple II. Mike Markkula, um investidor de capital de risco, nota o trabalho da equipe e se junta à Apple com um grande valor em investimentos. O Apple II é lançado na Feira de Computadores da Costa Oeste (West Coast Computer Faire) de 1977, onde teve um notável sucesso.
Após o grande sucesso que a Apple vinha alcançando, Jobs acabou se afastando de seus colegas que o ajudaram nesse meio tempo. Quando descobriu que sua namorada da faculdade, Chrisann Brennan, estava grávida, Jobs encerrou o relacionamento. Chrisann deu à luz Lisa Brennan, e Jobs passou um tempo tentando negar ser o pai. Enquanto isso, Kottke decidiu deixar a empresa após tentar conversar com Jobs durante o horário de almoço, tempo que Jobs sequer teve para conversar. Além disso, Jobs não estava recompensando a equipe do Apple I com nenhuma ação da Apple, movimento parecido com o que ocorreu com Wozniak, quando Jobs mentiu sobre o valor para o desenvolvimento do videogame Breakout. Após um longo processo decisório entre Jobs e o conselho da Apple, John Sculley foi recrutado como CEO da empresa. Conforme o comportamento de Jobs se tornava cada vez mais difícil, ele foi transferido da equipe de desenvolvimento do Apple Lisa para o Grupo Macintosh, onde passou a trabalhar com Bill Atkinson, Burrell Smith, Chris Espinosa e Andy Hertzfeld. Mesmo com a mudança de projeto, seu comportamento não mudou, e após uma discussão, ele expulsou Jef Raskin, o líder original do grupo Macintosh, assumindo seu lugar. Mais tarde, Jobs ligou para o fundador da Microsoft, Bill Gates, ameaçando-o legalmente, pois, em sua opinião, o software Microsoft Word era um plágio do processador de texto de sua equipe. Nesse tempo, Wozniak, após chamar Jobs para uma conversa, decidiu deixar a equipe do Apple II e, então, decidiu deixar a empresa, sentindo que ela havia perdido o rumo ao qual foi construída desde o início.
Em 1984 foi lançado o Macintosh tendo um grande alarde, incluindo um comercial de televisão de alto orçamento fazendo referência ao livro 1984 de George Orwell, ele foi visto como um fracasso devido ao custo extremamente elevado e desproporcional em comparação com os PCs baseados em DOS da IBM. Jobs, convencido de que o erro é a memória de RAM do sistema, lança uma versão nova e mais avançada, mas Scully, CEO contratado por ele o força a sair da empresa em 1985.
A partir desse momento, o filme avança para 1996, onde Jobs é casado com Laurene Powell Jobs e finalmente reconhece Lisa como sua filha, que passa a morar com o casal. Ele tem um filho chamado Reed Paul Jobs. Neste período, Jobs dirige a NeXT, empresa que ele fundou em 1985 quando saiu da Apple. No ano de 1996, a Apple compra a NeXT de Jobs, para poder utilizar o NeXTStep como base para o seu novo sistema operacional, o Mac OS X. O então CEO, Gil Amelio, pede que Jobs retorne para a Apple para trabalhar como consultor. Jobs logo é nomeado o novo CEO da empresa, demitindo Amelio e dissolvendo o Conselho de Administração da empresa, conselho que havia o demitido no passado. Enquanto Jobs conhecia o que a empresa havia se tornado ainda como conselheiro, ele conheceu Jony Ive, que mostra seu trabalho e Jobs se interessa de imediato por seu trabalho, pedindo para que ele e sua equipe desenvolvessem um produto novo. Assim, eles desenvolvem o design do que viria a ser o iMac. Após o seu retorno à Apple em 1997, Jobs iniciou uma série de mudanças que ajudaram a empresa a recuperar a sua rentabilidade. Isso incluiu a simplificação da linha de produtos da Apple, a formação de uma aliança com a Microsoft, a introdução do iMac e a criação das lojas Apple. O filme termina com Jobs gravando o diálogo para o comercial Think Different em 1997. Antes dos créditos, há uma montagem fotográfica dos personagens principais combinada com clipes do ator que interpreta o papel, além de uma dedicatória a Jobs que faleceu em 2011 devido a um câncer no pâncreas.

## Elenco
- Ashton Kutcher como Steve Jobs
- Josh Gad como Steve Wozniak
- Dermot Mulroney como Mike Markkula
- Matthew Modine como John Sculley
- J. K. Simmons como Arthur Rock
- Lukas Haas como Daniel Kottke
- Victor Rasuk como Bill Fernandez
- Eddie Hassell como Chris Espinosa
- Ron Eldard como Rod Holt
- David Denman como Al Alcorn
- Ahna O'Reilly como Chris-Ann Brennan
- John Getz como Paul Jobs
- Lesley Ann Warren como Clara Jobs
- Nelson Franklin como Bill Atkinson
- Elden Henson como Andy Hertzfeld
- Lenny Jacobson como Burrell Smith
- Kevin Dunn como Gil Amelio
- James Woods como Jack Dudman
- Brad William Henke como Paul Terrell
- Giles Matthey como Jonathan Ive

## Produção
A produção do longa-metragem é da Five Star Institute, que iniciou as filmagens em maio de 2012. A ideia foi aproveitar a "brecha" na agenda de gravações de Two and a Half Men para contar com Kutcher no elenco. Em 1 de abril de 2012, foi divulgado que Ashton Kutcher, estrela da atual temporada da série de televisão Two and a Half Men, foi escolhido como intérprete de Steve Jobs. A primeira exibição de "jOBS" foi em  27 de janeiro de 2013, na noite de encerramento do festival de Sundance. Mas estava sendo programado para chegar aos cinemas em abril de 2013.